# Дружківський металургійний завод
Дружкі́вський металургі́йний заво́д — завод, заснований в 1893 році французьким акціонерним товариством.

Належав утвореному на початку 1891 (затверджене імператором Олександром III 5 липня 1891) АТ «Донецьке товариство залізоробного й сталеливарного виробництва» з основним французьким капіталом у 1,5 млн рублів золотом, збільшеним послідовно 1894 й 1895 до 3 млн рублів. У березні 1892 товариство розпочало будівництво поблизу ст. Дружківка Курсько-Харківсько-Азовської залізниці чавуноплавильного, залізоробного й сталеливарного заводу з механічною фабрикою. Товариство мало угоди на державне замовлення на металургійні вироби та на орендування в Донбасі й Криворіжжі вугільних, залізорудних копалень, розробок флюсів та вогнетривких матеріалів. Для забезпечення доменного процесу товариство взяло в оренду в Криворіжжі рудник «Євгенівський» і створило разом із Брянським і Криворізьким товариствами об'єднання для спільної розробки покладів залізної руди поблизу ст. Карнаватка. Наприкінці 1894 завод почав виплавляти метал. 1900 на ньому вже діяло 2 доменні печі, збудовані за німецькими проектами, з відкритою шахтою та двоконусними засипними апаратами; 2 мартенівські печі, 3 конвертори, 4 прокатних стани. Працювало 2396 робітників. Незважаючи на несприятливі економічні умови початку 20 ст., товариство продовжувало нарощувати виробництво, поступово модернізуючи заводське обладнання. Протягом 1901–13 збудовано 2 нові доменні й 1 мартенівську печі, нові великі блюмінги, підсилено кліті на інших прокатних станах, запроваджено електроприводи, що сприяло збільшенню потужності обжимного стану в 3,1 разу. Із поступовим зменшенням державних замовлень на рейки завод почав виробляти залізний і стальний дріт, сортову й листову сталь, приєднався 1903 до всеросійського синдикату «Гвоздь». Із виникненням «Продамети» завод одержав контракти на виготовлення й поставку двотаврових балок (1903), листового заліза й сталі (1908), сортового заліза (1909), рейок (1910). 1908 увійшов до новоствореного синдикату «Проволока», а 1910 — до міжнародного рейкового синдикату. В 2-й половині 1917 у зв'язку з нестачею залізної руди й палива для доменних печей завод зупинено. 1920 Д.м.з. об'єднано з Торецьким сталеливарним заводом. Новостворене підприємство, що отримало назву Торецький машинно-будівний завод, переорієнтували на виробництво механізованого кріплення для вугільних шахт, шахтних електровозів, гідровозів, вагонеток та устаткування для механізації надземної частини шахт.